# Shannon Parry
Pour les articles homonymes, voir Parry.

a Compétitions nationales et continentales officielles uniquement.

b Matchs officiels uniquement.
Shannon Parry, née le 27 octobre 1989 à Brisbane (Australie), est une joueuse internationale australienne de rugby à sept et internationale de rugby à XV évoluant au poste de troisième ligne aile.
Elle a remporté avec l'équipe d'Australie à sept le tournoi féminin des Jeux olympiques d'été de 2016 à Rio de Janeiro.

## Biographie
Shannon Parry naît le 27 octobre 1989 à Brisbane en Australie.
En septembre 2022 elle est sélectionnée pour disputer la Coupe du monde de rugby à XV en Nouvelle-Zélande avec l'équipe d'Australie.